# ラマン・プラタセヴィチ
ラマン・ドミトリエヴィチ・プラタセヴィチ（ベラルーシ語: Раман Дзмітрыевіч Пратасевіч、1995年5月5日 - ）は、ベラルーシのジャーナリスト、政治活動家である。ロマン・プロタセビッチ（ラテン文字転写:Roman Protasevich）などと表記されることもある。

## 来歴
インスタントメッセージTelegramを活用したニュースサイトネフタを創設し、編集主幹を務める。アレクサンドル・ルカシェンコ政権反対派の一員として、抗議行動やソーシャルメディアグループを組織していたが、当局の圧力から逃れるため2019年に国外に移り、情報発信してきた。2020年11月、ベラルーシ当局のテロ活動関係者一覧表に掲載された。
2021年5月23日、アテネからヴィリニュスに向かうライアンエアー4978便に搭乗していたところ、同機は航空交通管制当局からミンスクでの緊急着陸を命じられ、プラタセヴィチは他の複数の人物とともに拘束された。
2023年5月3日、国家権力の奪取を呼び掛けた罪などでベラルーシの裁判所から禁錮8年の有罪判決を言い渡された。
その後同月22日に恩赦を受け釈放されたことをベラルーシ政府筋メディアBeltaのインタビューの形で明らかにした。